# Videira
Videira là một đô thị thuộc bang Santa Catarina, Brasil. Đô thị này có diện tích 377,852 km², dân số năm 2007 là 44479 người, mật độ 125,7 người/km².